# Campionato europeo maschile di calcio 1988
Il Campionato europeo di calcio UEFA 1988 (in tedesco: 1988 UEFA-Fußball-Europameisterschaft), noto anche come Germania Ovest 1988, fu l'ottava edizione dell'omonimo torneo, organizzato dall'Union of European Football Associations (UEFA).
Fu confermata la formula inaugurata nel 1984.

## Qualificazioni
La fase eliminatoria vide la partecipazione di 32 squadre, suddivise in 7 raggruppamenti: si sarebbero qualificate le vincitrici di ogni girone. A destare sorpresa furono le esclusioni della Francia che, da campione in carica, fu superata dall'Unione Sovietica nel proprio gruppo eliminatorio e del Belgio, che aveva ben figurato ai Mondiali messicani e che finì terzo nel suo raggruppamento di qualificazione, dietro Irlanda e Bulgaria.

## Squadre partecipanti
| Pr. | Squadra          | Data di qualificazione certa | Partecipante in quanto                                                             | Partecipazioni precedenti al torneo |
| --- | ---------------- | ---------------------------- | ---------------------------------------------------------------------------------- | ----------------------------------- |
| 1   | Germania Ovest   | 14 marzo 1985                | Rappresentativa della nazione organizzatrice della fase finale                     | 4 (1972, 1976, 1980, 1984)          |
| 2   | Danimarca        | 14 ottobre 1987              | 1ª classificata nel Qualificazioni al campionato europeo di calcio 1988 - Gruppo 6 | 2 (1964, 1984)                      |
| 3   | Unione Sovietica | 28 ottobre 1987              | 1ª classificata nel Qualificazioni al campionato europeo di calcio 1988 - Gruppo 3 | 4 (1960, 1964, 1968, 1972)          |
| 4   | Inghilterra      | 11 novembre 1987             | 1ª classificata nel Qualificazioni al campionato europeo di calcio 1988 - Gruppo 4 | 2 (1968, 1980)                      |
| 5   | Irlanda          | 11 novembre 1987             | 1ª classificata nel Qualificazioni al campionato europeo di calcio 1988 - Gruppo 7 | esordiente                          |
| 6   | Italia           | 14 novembre 1987             | 1ª classificata nel Qualificazioni al campionato europeo di calcio 1988 - Gruppo 2 | 2 (1968, 1980)                      |
| 7   | Paesi Bassi      | 9 dicembre 1987              | 1ª classificata nel Qualificazioni al campionato europeo di calcio 1988 - Gruppo 5 | 2 (1976, 1980)                      |
| 8   | Spagna           | 18 dicembre 1987             | 1ª classificata nel Qualificazioni al campionato europeo di calcio 1988 - Gruppo 1 | 3 (1964, 1980, 1984)                |

Nota bene: nella sezione "partecipazioni precedenti al torneo" le date in grassetto indicano che la nazione ha vinto quella edizione del torneo, mentre le date in corsivo indicano l'edizione ospitata da una determinata squadra.

## Stadi
| \| Monaco di Baviera Stoccarda Gelsenkirchen Amburgo Francoforte sul Meno Colonia Hannover DüsseldorfCampionato europeo maschile di calcio 1988 (Germania Ovest) \| | \| Monaco di Baviera Stoccarda Gelsenkirchen Amburgo Francoforte sul Meno Colonia Hannover DüsseldorfCampionato europeo maschile di calcio 1988 (Germania Ovest) \| | Monaco di Baviera | Gelsenkirchen         |
| \| Monaco di Baviera Stoccarda Gelsenkirchen Amburgo Francoforte sul Meno Colonia Hannover DüsseldorfCampionato europeo maschile di calcio 1988 (Germania Ovest) \| | \| Monaco di Baviera Stoccarda Gelsenkirchen Amburgo Francoforte sul Meno Colonia Hannover DüsseldorfCampionato europeo maschile di calcio 1988 (Germania Ovest) \| | Olympiastadion    | Parkstadion           |
| \| Monaco di Baviera Stoccarda Gelsenkirchen Amburgo Francoforte sul Meno Colonia Hannover DüsseldorfCampionato europeo maschile di calcio 1988 (Germania Ovest) \| | \| Monaco di Baviera Stoccarda Gelsenkirchen Amburgo Francoforte sul Meno Colonia Hannover DüsseldorfCampionato europeo maschile di calcio 1988 (Germania Ovest) \| | Capienza: 69 256  | Capienza: 70 748      |
| \| Monaco di Baviera Stoccarda Gelsenkirchen Amburgo Francoforte sul Meno Colonia Hannover DüsseldorfCampionato europeo maschile di calcio 1988 (Germania Ovest) \| | \| Monaco di Baviera Stoccarda Gelsenkirchen Amburgo Francoforte sul Meno Colonia Hannover DüsseldorfCampionato europeo maschile di calcio 1988 (Germania Ovest) \| |                   |                       |
| \| Monaco di Baviera Stoccarda Gelsenkirchen Amburgo Francoforte sul Meno Colonia Hannover DüsseldorfCampionato europeo maschile di calcio 1988 (Germania Ovest) \| | \| Monaco di Baviera Stoccarda Gelsenkirchen Amburgo Francoforte sul Meno Colonia Hannover DüsseldorfCampionato europeo maschile di calcio 1988 (Germania Ovest) \| | Amburgo           | Francoforte sul Meno  |
| \| Monaco di Baviera Stoccarda Gelsenkirchen Amburgo Francoforte sul Meno Colonia Hannover DüsseldorfCampionato europeo maschile di calcio 1988 (Germania Ovest) \| | \| Monaco di Baviera Stoccarda Gelsenkirchen Amburgo Francoforte sul Meno Colonia Hannover DüsseldorfCampionato europeo maschile di calcio 1988 (Germania Ovest) \| | Volksparkstadion  | Waldstadion           |
| \| Monaco di Baviera Stoccarda Gelsenkirchen Amburgo Francoforte sul Meno Colonia Hannover DüsseldorfCampionato europeo maschile di calcio 1988 (Germania Ovest) \| | \| Monaco di Baviera Stoccarda Gelsenkirchen Amburgo Francoforte sul Meno Colonia Hannover DüsseldorfCampionato europeo maschile di calcio 1988 (Germania Ovest) \| | Capienza: 61 330  | Capienza: 61 056      |
| \| Monaco di Baviera Stoccarda Gelsenkirchen Amburgo Francoforte sul Meno Colonia Hannover DüsseldorfCampionato europeo maschile di calcio 1988 (Germania Ovest) \| | \| Monaco di Baviera Stoccarda Gelsenkirchen Amburgo Francoforte sul Meno Colonia Hannover DüsseldorfCampionato europeo maschile di calcio 1988 (Germania Ovest) \| |                   |                       |
| Düsseldorf | Hannover | Stoccarda         | Colonia               |
| Rheinstadion | Niedersachsenstadion | Neckarstadion     | Müngersdorfer Stadion |
| Capienza: 68 400 | Capienza: 60 366 | Capienza: 70 705  | Capienza: 60 584      |
| | |                   |                       |
| Monaco di Baviera Stoccarda Gelsenkirchen Amburgo Francoforte sul Meno Colonia Hannover DüsseldorfCampionato europeo maschile di calcio 1988 (Germania Ovest)       | |                   |                       |

## Convocazioni
Per la fase finale, le rose potevano essere composte da un massimo di 20 calciatori: il termine ultimo per le convocazioni fu il 16 maggio 1988.

## Il sorteggio
Il sorteggio avviene il 12 gennaio 1988 al Centro Congressi di Düsseldorf.
La nazionale tedesca assegnata d'ufficio al Gruppo 1 e quella inglese al Gruppo 2. Inizialmente erano state designate come vice teste di serie le nazionali di Italia e Paesi Bassi; successivamente veniva deciso di lasciare solo due teste di serie.
Ecco la composizione delle fasce destinate al sorteggio:
| teste di serie            | 2° fascia        |
| ------------------------- | ---------------- |
| Germania Ovest (gruppo 1) | Danimarca        |
| Inghilterra (gruppo 2)    | Irlanda          |
|                           | Italia           |
|                           | Paesi Bassi      |
|                           | Spagna           |
|                           | Unione Sovietica |

## Riassunto del torneo
L'Italia, che dopo la fallimentare spedizione al campionato del mondo 1986 era stata affidata a Vicini, era forse la squadra che destava maggiori curiosità: l'alta componente giovanile della rosa, con il commissario tecnico che promosse gran parte degli elementi già allenati nell'Under-21, era vista allo stesso tempo sia come un punto di forza sia di debolezza, considerata l'inesperienza e la scarsa maturità del gruppo a livello internazionale. Ci fu attenzione mediatica anche per i Paesi Bassi, confortati dal recente successo del PSV in Coppa dei Campioni: vari elementi della squadra di Eindhoven furono scelti per la fase finale, in aggiunta a Marco van Basten e Ruud Gullit i quali avevano da par loro vinto il titolo italiano con il Milan.
Furono gli azzurri a inaugurare il torneo, pareggiando 1-1 contro i tradizionali rivali della Germania Ovest. Mentre Spagna e Danimarca, tra le protagoniste della precedente edizione, non confermarono le aspettative nel girone B gli Oranje si ersero a primattori, grazie anche al 3-1 sull'Inghilterra in cui van Basten segnò per tre volte.
I gruppi terminarono con la sorprendente esclusione dell'Inghilterra, uscita dalla competizione senza aver ottenuto nemmeno un punto e dopo aver subito una bruciante sconfitta ad opera dei rivali irlandesi nella partita d'esordio. Alle semifinali ebbero accesso l'Italia, i padroni di casa, gli stessi olandesi e l'Unione Sovietica. I tedeschi vennero battuti in rimonta dall'undici di Michels, mentre i sovietici sconfissero gli azzurri, confermandosi una loro «bestia nera». La finale fu quindi una rivincita, essendosi olandesi e sovietici già affrontati all'esordio del girone B, ma stavolta l'esito dell'atto conclusivo fu differente, con la vittoria per 2-0 dei Paesi Bassi: rimane celebre il gol del raddoppio, siglato da van Basten con un tiro al volo quasi dalla linea di fondo.

## Risultati

### Fase a gironi

#### Gruppo 1

##### Classifica
| Pos. | Squadra        | Pt | G | V | N | P | GF | GS | DR |
| ---- | -------------- | -- | - | - | - | - | -- | -- | -- |
| 1.   | Germania Ovest | 5  | 3 | 2 | 1 | 0 | 5  | 1  | +4 |
| 2.   | Italia         | 5  | 3 | 2 | 1 | 0 | 4  | 1  | +3 |
| 3.   | Spagna         | 2  | 3 | 1 | 0 | 2 | 3  | 5  | −2 |
| 4.   | Danimarca      | 0  | 3 | 0 | 0 | 3 | 2  | 7  | −5 |

##### Incontri
| Arbitro: | Hackett |

|            |           |             |
| Brehme 55’ | Marcatori | 52’ Mancini |

| Arbitro: | Thomas |

|                           |           |                                       |
| M.Laudrup 24’ Povlsen 82’ | Marcatori | 5’ Míchel 53’ Butragueño 66’ Gordillo |

| Arbitro: | Valentine |

|                        |           |  |
| Klinsmann 10’ Thon 85’ | Marcatori |  |

| Arbitro: | Fredriksson |

|            |           |  |
| Vialli 73’ | Marcatori |  |

| Arbitro: | Vautrot |

|                |           |  |
| Völler 29’ 51’ | Marcatori |  |

| Arbitro: | Galler |

|                               |           |  |
| Altobelli 67’ De Agostini 87’ | Marcatori |  |

#### Gruppo 2

##### Classifica
| Pos. | Squadra          | Pt | G | V | N | P | GF | GS | DR |
| ---- | ---------------- | -- | - | - | - | - | -- | -- | -- |
| 1.   | Unione Sovietica | 5  | 3 | 2 | 1 | 0 | 5  | 2  | +3 |
| 2.   | Paesi Bassi      | 4  | 3 | 2 | 0 | 1 | 4  | 2  | +2 |
| 3.   | Irlanda          | 3  | 3 | 1 | 1 | 1 | 2  | 2  | 0  |
| 4.   | Inghilterra      | 0  | 3 | 0 | 0 | 3 | 2  | 7  | −5 |

##### Incontri
| Arbitro: | Kirschen |

|  |           |             |
|  | Marcatori | 6’ Houghton |

| Arbitro: | Pauly |

|  |           |         |
|  | Marcatori | 52’ Rac |

| Arbitro: | Casarin |

|            |           |                        |
| Robson 53’ | Marcatori | 44’ 71’ 75’ van Basten |

| Arbitro: | Soriano Aladrén |

|            |           |              |
| Whelan 38’ | Marcatori | 74’ Protasov |

| Arbitro: | Rosa dos Santos |

|           |           |                                            |
| Adams 16’ | Marcatori | 3’ Alejnikov 28’ Mychajlyčenko 73’ Pasulko |

| Arbitro: | Brummeier |

|  |           |           |
|  | Marcatori | 82’ Kieft |

### Fase a eliminazione diretta

#### Tabellone
|  | Semifinali | Semifinali       | Semifinali  |             |                  | Finale           | Finale | Finale |  |
|  |            |                  |             |             |                  |                  |        |        |  |
|  | 1B         | Unione Sovietica | 2           |             |                  |                  |        |        |  |
|  | 1B         | Unione Sovietica | 2           |             |                  |                  |        |        |  |
|  | 2A         | Italia           | 0           |             |                  |                  |        |        |  |
|  | 2A         | Italia           | 0           |             | Unione Sovietica | Unione Sovietica | 0      |        |  |
|  |            |                  |             |             | Unione Sovietica | Unione Sovietica | 0      |        |  |
|  |            |                  | Paesi Bassi | Paesi Bassi | 2                |                  |        |        |  |
|  | 1A         | Germania Ovest   | Paesi Bassi | Paesi Bassi | 2                | 1                |        |        |  |
|  | 1A         | Germania Ovest   |             |             |                  |                  |        |        |  |
|  | 2B         | Paesi Bassi      | 2           |             |                  |                  |        |        |  |

#### Semifinali
| Arbitro: | Igna |

|                     |           |                                  |
| Matthäus 55’ (rig.) | Marcatori | 74’ (rig.) Koeman 88’ van Basten |

| Arbitro: | Ponnet |

|                             |           |  |
| Lytovčenko 58’ Protasov 62’ | Marcatori |  |

#### Finale
| Arbitro: | Vautrot |

|  |           |                           |
|  | Marcatori | 32’ Gullit 54’ van Basten |

## Statistiche

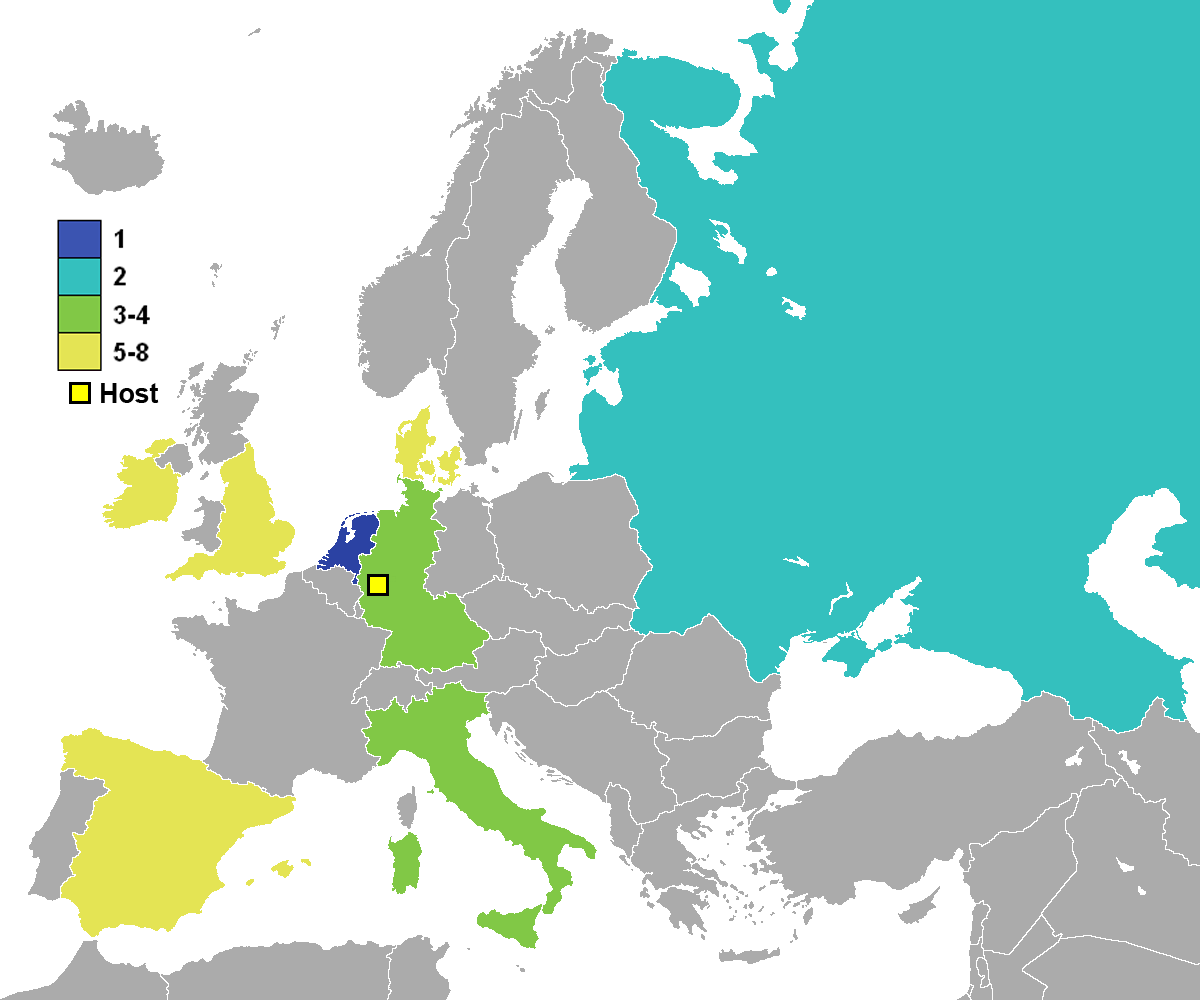
Piazzamenti delle nazionali

### Classifica marcatori
5 reti
- Marco van Basten

2 reti
- Rudi Völler
- Oleh Protasov

1 rete
- Michael Laudrup
- Flemming Povlsen
- Andreas Brehme
- Jürgen Klinsmann
- Lothar Matthäus
- Olaf Thon
- Tony Adams
- Bryan Robson

- Ray Houghton
- Ronnie Whelan
- Alessandro Altobelli
- Luigi De Agostini
- Roberto Mancini
- Gianluca Vialli
- Ruud Gullit
- Wim Kieft

- Ronald Koeman
- Emilio Butragueño
- Rafael Gordillo
- Míchel
- Sjarhej Alejnikaŭ
- Hennadij Lytovčenko
- Oleksij Mychajlyčenko
- Victor Pasulko
- Vasyl' Rac

### Record
- Gol più veloce:  Sjarhej Alejnikaŭ (Inghilterra-Unione Sovietica, fase a gironi, 18 giugno, 3º minuto)
- Gol più lento:  Marco van Basten (Germania Ovest-Paesi Bassi, semifinale, 21 giugno, 88º minuto)
- Primo gol:  Roberto Mancini (Germania Ovest-Italia, partita inaugurale, fase a gironi, 10 giugno, 52º minuto)
- Ultimo gol:  Marco van Basten (Unione Sovietica-Paesi Bassi, finale, 25 giugno, 54º minuto)
- Miglior attacco:  Paesi Bassi (8 reti segnate)
- Peggior attacco:  Danimarca,  Inghilterra e  Irlanda (2 reti segnate)
- Miglior difesa:  Irlanda (2 reti subite)
- Peggior difesa:  Danimarca e  Inghilterra (7 reti subite)

## Premi

### Migliori 11
Formazione dei migliori 11 giocatori del torneo, selezionata dalla UEFA:
| Portieri           | Difensori                                                   | Centrocampisti                                            | Attaccanti                       |
| ------------------ | ----------------------------------------------------------- | --------------------------------------------------------- | -------------------------------- |
| Hans van Breukelen | Giuseppe Bergomi Paolo Maldini Frank Rijkaard Ronald Koeman | Jan Wouters Lothar Matthäus Giuseppe Giannini Ruud Gullit | Gianluca Vialli Marco van Basten |

## La squadra vincitrice
La squadra olandese campione d'Europa 1988.
| Paesi Bassi                        | Paesi Bassi        | Paesi Bassi     |
| Numero                             | Giocatore          | Squadra 1988    |
| Portieri                           | Portieri           | Portieri        |
| ---------------------------------- | ------------------ | --------------- |
| 1                                  | Hans van Breukelen | PSV             |
| 16                                 | Joop Hiele         | Feyenoord       |
| Difensori                          |                    |                 |
| 2                                  | Adri van Tiggelen  | Anderlecht      |
| 3                                  | Sjaak Troost       | Feyenoord       |
| 4                                  | Ronald Koeman      | PSV             |
| 6                                  | Berry van Aerle    | PSV             |
| 15                                 | Wim Koevermans     | Fortuna Sittard |
| 17                                 | Frank Rijkaard     | Real Saragozza  |
| 18                                 | Wilbert Suvrijn    | Roda JC         |
| Centrocampisti                     |                    |                 |
| 5                                  | Aron Winter        | Ajax            |
| 7                                  | Gerald Vanenburg   | PSV             |
| 8                                  | Arnold Mühren      | Ajax            |
| 10                                 | Ruud Gullit        | Milan           |
| 13                                 | Erwin Koeman       | Malines         |
| 20                                 | Jan Wouters        | Ajax            |
| Attaccanti                         |                    |                 |
| 9                                  | John Bosman        | Ajax            |
| 11                                 | John van 't Schip  | Ajax            |
| 12                                 | Marco van Basten   | Milan           |
| 14                                 | Wim Kieft          | PSV             |
| 19                                 | Hendrie Krüzen     | Den Bosch       |
| Commissario Tecnico: Rinus Michels |                    |                 |